# 劉雅
劉雅（?—?），五胡十六国时代汉赵将领。
311年八月，刘聪派赵染与安西将军刘雅带领二万骑兵到长安攻打司马模，司马模向汉投降。九月，河内王刘粲杀了司马模。河内王刘粲在新丰，派刘雅、赵染进攻新平，没有成功。索綝救援新平，与汉军百余战，刘雅等人败退。318年，汉国皇帝刘曜派征北将军刘雅、镇北将军刘策屯兵汾阴，与石勒共同讨伐靳准。刘曜派刘雅、刘策相迎被石虎打败的靳明，靳明率平阳一万五千士民逃奔汉国。刘曜拘捕靳氏家人，全都杀掉。320年正月，刘曜任刘雅为大司徒。游子远诤谏，刘曜叱令立即杀了他。中山王刘雅、郭汜、朱纪、呼延晏等人为游子远求情，刘曜于是赦免了游子远。